# Doktor Glas
Doktor Glas er en roman af Hjalmar Söderberg, som udkom i Sverige i 1905 og i Danmark i 1909.
Det er en af forfatterens mest berømte romaner om den velansete læge, som myrder en patient af hensyn til dennes unge hustru.